# 博氏新亮麗鯛
博氏新亮麗鯛，為輻鰭魚綱鱸形目隆頭魚亞目麗魚科的其中一種，分布於非洲坦干伊喀湖北部流域，為特有種，體長可達6.2公分，棲息在中底層水域，成魚會在沙地上掘洞，雌魚會在貝殼中生活，雄魚守護，可作為觀賞魚。

## 擴展閱讀
維基物種上的相關：博氏新亮麗鯛